# Фрельштедт
Фрельштедт (нем. Frellstedt) — община в Германии, в земле Нижняя Саксония.
Входит в состав района Хельмштедт. Подчиняется управлению Норд-Эльм. Население составляет 827 человек (на 31 декабря 2010 года). Занимает площадь 6,13 км².
| Год  | Население |
| ---- | --------- |
| 1990 | 1069      |
| 1995 | 1010      |
| 2000 | 930       |
| 2005 | 891       |
| 2010 | 847       |